# Ísis Valéria Gomes
Ísis Valéria Gomes é editora, escritora e crítica literária brasileira que também atua como consultora de programas de incentivo à leitura e avaliadora de acervos no Brasil e exterior. 
Integrante da FNLIJ desde 1980, onde ministra cursos e oficinas sendo também presidente do Conselho Diretor da organização. É autora de resenhas de livros infantis e juvenis para a instituição e participa da votação do "Prêmio FNLIJ de Literatura para Crianças e Jovens" desde 1998. Ministra cursos na área editorial na Universidade Federal do Rio de Janeiro (UFRJ), na Fundação Biblioteca Nacional (FBN), na Universidade do Livro, da Fundação Editora da Unesp, e na Escola do Livro, da Câmara Brasileira do Livro (CBL).